# Aderma
Aderma war eine argentinische Masseneinheit (Gewichtsmaß) und spanisches Gold- und Silbergewicht.
- Argentinien 1 Aderma = 0,1077 Lot (Preußen 30 Lot = 500 Gramm) ≈ 1,7949 Gramm
- Spanien 1 Aderma = 0,1078 Lot ≈ 1,7967 Gramm
  - 1 Unze = 16 Adermas = 576 Grän[1]